# Gorgon (Dungeons & Dragons)
En el juego de rol Dungeons & Dragons, el gorgón es una bestia mágica que se asemeja a un toro, cubierto de escamas metálicas oscuras.

## Apariciones
A pesar de la semejanza con la criatura mitológica gorgona, está inspirado en la criatura mitológica Khalkotauroi pero también está relacionado con el catoblepas.[cita requerida]

### Dungeons & Dragons (1974-1976)
El gorgón fue uno de los primeros monstruos introducidos en la más temprana edición del juego, en la Dungeons & Dragons "white box" set (1974), donde eran descritos como un monstruo similares a toros con un aliento capaz de convertir a las criaturas en piedra. Que se detallaron también en el suplemento Eldritch Wizardry

### Advanced Dungeons & Dragons 1ª edición (1977-1988)
El gorgón aparece en la primera edición del Manual de Monstruos (1977), donde se describe como una criatura similar a un toro, cubierto de gruesas escamas de metal, que respira una nube de vapores nocivos y q es capaz de convertir a cualquier criatura en piedra.
El gorgon se detalla en la revista Dragón # 97 (mayo de 1985), en "La Ecología del gorgon," por Ed Greenwood.

### Dungeons & Dragons (1977-1999)
Esta edición del juego de D&D incluye su propia versión del gorgon, en el Dungeons & Dragons Expert Set(1981 y 1983), y el Companion Rules (1984). el gorgon fue también presentado en Dungeons & Dragons Game set (1991), en Dungeons & Dragons Rules Cyclopedia (1991), y en Classic Dungeons & Dragons Game set (1994).

### Advanced Dungeons & Dragons 2ª edición (1989-1999)
La primera aparición del gorgon se da en Monstrous Compendium Volume Two (1989), y vuelve a aparecer en el Monster Manual (1993).
el gorgón parthoris aparece en Dragon #256 (febrero de 1999).

### Dungeons & Dragons 3ª edición (2000-2002)
El gorgón apareció en el Manual de Monstruos de esta edición (2000).

### Dungeons & Dragons edición 3.5 (2003-2007)
El gorgón apareció en el Manual de Monstruos revisado de esta edición (2003).
El gorgón guardian aparece en Dungeonscape (2007).

### Dungeons & Dragons 4ª edición (2008-actualidad)
El gorgón aparece en el Manual de Monstruos de esta edición (2008), incluyendo el gorgon de hierro y el gorgon de las tormentas.

## Descripción
El gorgón puede exhalar un cono de vapor que provoca la petrificación de sus víctimas. son unas criaturas bastante agresivas que atacaran a los intrusos nada más verlos, tratando de arrollarlos, eviscerarlos o petrificarlos.  no hay manera de calmar a estas furiosas criaturas, y son imposibles de domesticar.
Los gorgones no son seres inteligentes, y por lo tanto siempre se mostraran  neutrales en cuanto a su alineamiento. Suelen vivir en llanuras templadas, en pequeños grupos de 3-4 individuos, o en rebaños grandes.
En Eberron, El gorgon es la bestia heráldica de la marcada por el dragón Casa Cannith.
Sin embargo, en 4ª edición se da esta otra descripción: los gorgones son bestias elementales (que proceden del caos elemental), provistas de un arma de aliento mortal. aunque tienen muy mal temperamento , pueden ser domados por criaturas elementales inteligentes o por gigantes, para qu les sirvan de mascotas o monturas.
Los gorgones salvajes vagan en rebaños pequeños de entre 3-7 individuos. cada uno con un macho (a veces llamado toro) y varias hembras. los machos jóvenes deben desafiar con éxito a un toro para liderar el rebaño, y los que no lo consiguen viajan solos o en parejas.